# پرنسس رویال (کشتی بخار)
پرنسس رویال (کشتی بخار) (به انگلیسی: Princess Royal (steamship)) یک کشتی بود که طول آن ۲۲۸ فوت (۶۹ متر) بود. این کشتی در سال ۱۹۰۷ ساخته شد.